# Serley
Serley est une commune française située dans le département de Saône-et-Loire, en région Bourgogne-Franche-Comté.

## Géographie
Serley fait partie de la Bresse louhannaise.

### Climat
Pour des articles plus généraux, voir Climat de la Bourgogne-Franche-Comté et Climat de Saône-et-Loire.
En 2010, le climat de la commune est de type climat océanique dégradé des plaines du Centre et du Nord, selon une étude du Centre national de la recherche scientifique s'appuyant sur une série de données couvrant la période 1971-2000. En 2020, Météo-France publie une typologie des climats de la France métropolitaine dans laquelle la commune est exposée à un climat semi-continental et est dans la région climatique Bourgogne, vallée de la Saône, caractérisée par un bon ensoleillement (1 900 h/an), un été chaud (18,5 °C), un air sec au printemps et en été et des vents faibles.
Pour la période 1971-2000, la température annuelle moyenne est de 11,1 °C, avec une amplitude thermique annuelle de 17,9 °C. Le cumul annuel moyen de précipitations est de 941 mm, avec 11,7 jours de précipitations en janvier et 7,8 jours en juillet. Pour la période 1991-2020, la température moyenne annuelle observée sur la station météorologique de Météo-France la plus proche, « Bragny sur Saône », sur la commune de Bragny-sur-Saône à 20 km à vol d'oiseau, est de 12,3 °C et le cumul annuel moyen de précipitations est de 845,9 mm. 
La température maximale relevée sur cette station est de 40,3 °C, atteinte le 24 juillet 2019 ; la température minimale est de −12,9 °C, atteinte le 5 février 2012,,.
Les paramètres climatiques de la commune ont été estimés pour le milieu du siècle (2041-2070) selon différents scénarios d'émission de gaz à effet de serre à partir des nouvelles projections climatiques de référence DRIAS-2020. Ils sont consultables sur un site dédié publié par Météo-France en novembre 2022.

## Urbanisme

### Typologie
Au 1er janvier 2024, Serley est catégorisée commune rurale à habitat très dispersé, selon la nouvelle grille communale de densité à sept niveaux définie par l'Insee en 2022.
Elle est située hors unité urbaine et hors attraction des villes,.

### Occupation des sols
L'occupation des sols de la commune, telle qu'elle ressort de la base de données européenne d’occupation biophysique des sols Corine Land Cover (CLC), est marquée par l'importance des territoires agricoles (96,8 % en 2018), une proportion sensiblement équivalente à celle de 1990 (96,7 %). La répartition détaillée en 2018 est la suivante : zones agricoles hétérogènes (42,9 %), terres arables (29,5 %), prairies (24,5 %), forêts (2,6 %), eaux continentales (0,6 %). L'évolution de l’occupation des sols de la commune et de ses infrastructures peut être observée sur les différentes représentations cartographiques du territoire : la carte de Cassini (XVIIIe siècle), la carte d'état-major (1820-1866) et les cartes ou photos aériennes de l'IGN pour la période actuelle (1950 à aujourd'hui).

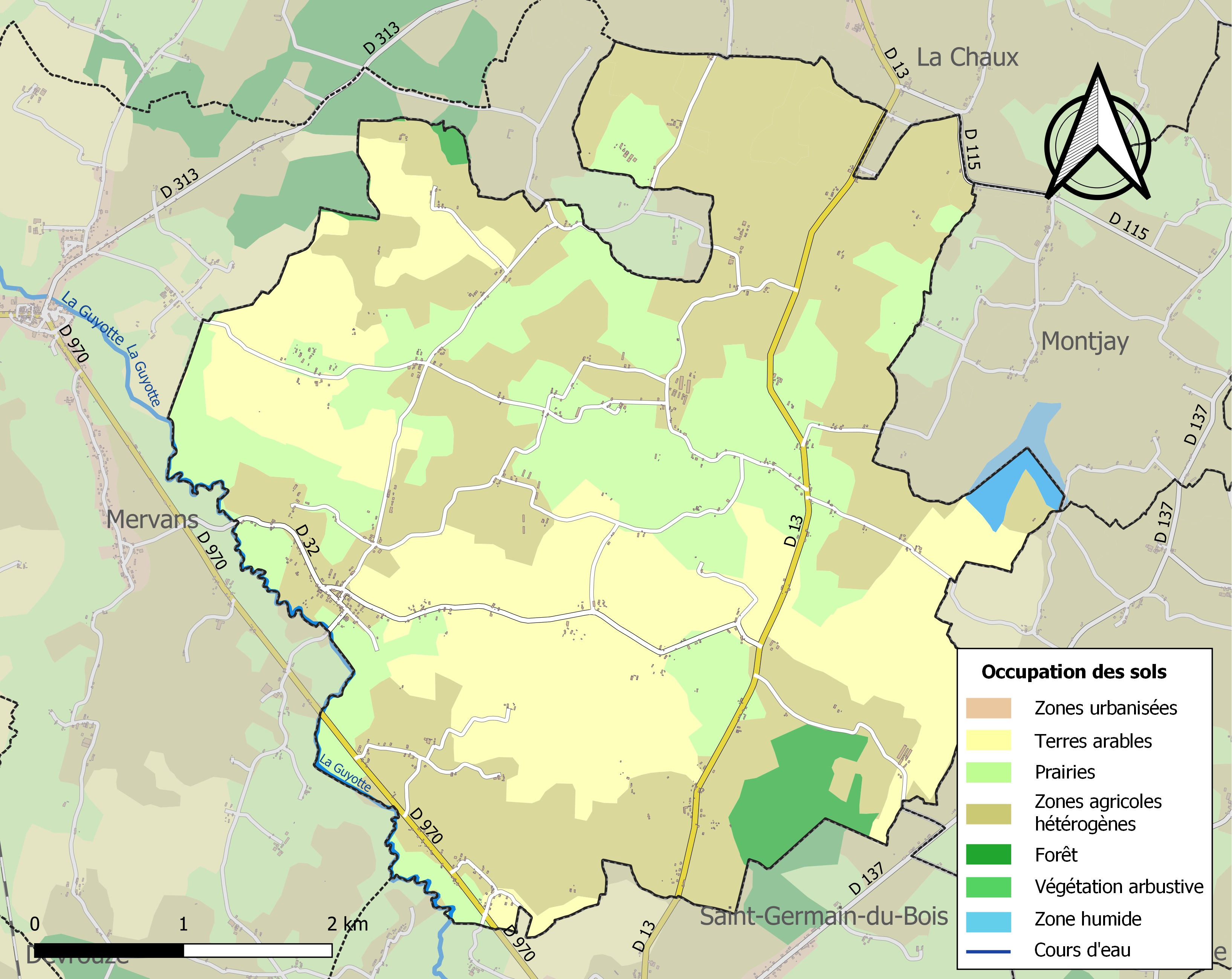
Carte des infrastructures et de l'occupation des sols de la commune en 2018 (CLC).

### Habitat et logement
En 2018, le nombre total de logements dans la commune était de 348, alors qu'il était de 339 en 2013 et de 318 en 2008.
Parmi ces logements, 78,1 % étaient des résidences principales, 16,4 % des résidences secondaires et 5,5 % des logements vacants. Ces logements étaient pour 96 % d'entre eux des maisons individuelles et pour 3,2 % des appartements.
Le tableau ci-dessous présente la typologie des logements à Serley en 2018 en comparaison avec celle de Saône-et-Loire et de la France entière. Une caractéristique marquante du parc de logements est ainsi une proportion de résidences secondaires et logements occasionnels (16,4 %) supérieure à celle du département (7,5 %) et à celle de la France entière (9,7 %). Concernant le statut d'occupation de ces logements, 82,4 % des habitants de la commune sont propriétaires de leur logement (78 % en 2013), contre 64,1 % pour la Saône-et-Loire et 57,5 % pour la France entière.
| Typologie                                               | Serley | Saône-et-Loire | France entière |
| ------------------------------------------------------- | ------ | -------------- | -------------- |
| Résidences principales (en %)                           | 78,1   | 82,2           | 82,1           |
| Résidences secondaires et logements occasionnels (en %) | 16,4   | 7,5            | 9,7            |
| Logements vacants (en %)                                | 5,5    | 10,3           | 8,2            |

## Politique et administration

### Rattachements administratifs et électoraux

#### Rattachements administratifs
La commune se trouve depuis 1942 dans l'arrondissement de Louhans du département de Saône-et-Loire.
Elle faisait partie depuis 1801 du canton de Saint-Germain-du-Bois. Dans le cadre du redécoupage cantonal de 2014 en France, cette circonscription administrative territoriale a disparu, et le canton n'est plus qu'une circonscription électorale.

#### Rattachements électoraux
Pour les élections départementales, la commune fait partie depuis 2014 du canton de Pierre-de-Bresse
Pour l'élection des députés, elle fait partie de la quatrième circonscription de Saône-et-Loire.

### Intercommunalité
Serley était membre de la communauté de communes du canton de Saint-Germain-du-Bois, un établissement public de coopération intercommunale (EPCI) à fiscalité propre créé en 2001 et auquel la commune avait transféré un certain nombre de ses compétences, dans les conditions déterminées par le code général des collectivités territoriales.
Conformément aux prescriptions de la loi de réforme des collectivités territoriales du 16 décembre 2010, qui a prévu le renforcement et la simplification des intercommunalités et la constitution de structures intercommunales de grande taille, cette intercommunalité a fusionné avec sa voisine pour former, le 1er janvier 2014, la communauté de communes Bresse Revermont 71, dont est désormais membre la commune.

### Tendances politiques et résultats
Le village de Serley faisant partie de la quatrième circonscription de Saône-et-Loire, place lors du 1er tour des élections législatives françaises de 2017, Maxime Thiébaut (FN) avec 29,76 % des suffrages. Mais lors du second tour, il s'agit de Cécile Untermaier (PS) qui arrive en tête avec 56,20 % des suffrages.

### Liste des maires de Serley
| Période                                  | Période                        | Identité            | Étiquette | Qualité |
| ---------------------------------------- | ------------------------------ | ------------------- | --------- | --- |
| Les données manquantes sont à compléter. |                                |                     |           | |
| mars 1977                                | mars 2014                      | François Moreau     |           | |
| mars 2014                                | mai 2020                       | Bertrand Rouffiange | UMP → LR  | Vétérinaire Conseiller départemental de Pierre-de-Bresse (2015 → 2021) Président du CA du SDIS (2015 → 2021) |
| mai 2020                                 | mai 2022                       | Laurent Paradis     |           | Cadre retraité Démissionnaire                                                                                |
| juillet 2022                             | En cours (au 16 décembre 2022) | Nicolas Vilain      |           | |

## Démographie
L'évolution du nombre d'habitants est connue à travers les recensements de la population effectués dans la commune depuis 1793. Pour les communes de moins de 10 000 habitants, une enquête de recensement portant sur toute la population est réalisée tous les cinq ans, les populations de référence des années intermédiaires étant quant à elles estimées par interpolation ou extrapolation. Pour la commune, le premier recensement exhaustif entrant dans le cadre du nouveau dispositif a été réalisé en 2004.

En 2022, la commune comptait 595 habitants, en évolution de −1,65 % par rapport à 2016 (Saône-et-Loire : −1,06 %, France hors Mayotte : +2,11 %).
| 1793  | 1800  | 1806  | 1821  | 1831  | 1836  | 1841  | 1846  | 1851  |
| ----- | ----- | ----- | ----- | ----- | ----- | ----- | ----- | ----- |
| 1 060 | 1 044 | 1 351 | 1 416 | 1 489 | 1 091 | 1 187 | 1 129 | 1 178 |

| 1856  | 1861  | 1866  | 1872  | 1876  | 1881  | 1886  | 1891  | 1896  |
| ----- | ----- | ----- | ----- | ----- | ----- | ----- | ----- | ----- |
| 1 171 | 1 111 | 1 133 | 1 108 | 1 096 | 1 115 | 1 097 | 1 065 | 1 035 |

| 1901 | 1906 | 1911  | 1921 | 1926 | 1931 | 1936 | 1946 | 1954 |
| ---- | ---- | ----- | ---- | ---- | ---- | ---- | ---- | ---- |
| 992  | 990  | 1 048 | 925  | 944  | 874  | 875  | 886  | 792  |

| 1962 | 1968 | 1975 | 1982 | 1990 | 1999 | 2004 | 2006 | 2009 |
| ---- | ---- | ---- | ---- | ---- | ---- | ---- | ---- | ---- |
| 708  | 635  | 566  | 526  | 513  | 454  | 488  | 505  | 570  |

| 2014 | 2019 | 2022 | - | - | - | - | - | - |
| ---- | ---- | ---- | - | - | - | - | - | - |
| 601  | 607  | 595  | - | - | - | - | - | - |

## Culture locale et patrimoine

### Lieux et monuments
- La chapelle de Chivrière, cédée à la commune en 1992.

### Héraldique
| Blason de Serley | Blason  | De gueules au bâton alésé posé en bande brochant sur un bâton alésé posé en barre, les deux d'argent et surmontés d'une croisette du même, la traverse brochant sur le montant. |
| Blason de Serley | Détails | Adopté par la municipalité. Présent sur le site de la mairie. |

## Pour approfondir